# Брадачешти (Вранча)
Брадачешти (рум. Brădăcești) насеље је у Румунији у округу Вранча у општини Нережу. Oпштина се налази на надморској висини од 658 m.

## Становништво
Према подацима из 2002. године у насељу је живело 280 становника, од којих су сви румунске националности.